# J. G. A. Pocock
John Greville Agard Pocock, ONZM (* 7. März 1924 in London, Vereinigtes Königreich; † 12. Dezember 2023 in Baltimore, Maryland, Vereinigte Staaten) war ein neuseeländischer Historiker und Politologe mit dem Schwerpunkt Ideengeschichte. Hierzu gehörte die Erforschung des frühen Republikanismus und der Aufklärung.

## Leben
Pocock war ein Sohn des aus der Kapkolonie stammenden Lewis Greville Pocock (1890–1975) und dessen von den Kanalinseln stammenden Ehefrau. Als sein Vater 1927 auf eine Professur für Klassische Philologie an das Canterbury College im neuseeländischen Christchurch berufen wurde, zog die Familie mit. Pocock studierte in Neuseeland, wo er zunächst einen Bachelor-Abschluss sowie im Jahr 1946 den Master erlangte.
Es folgten ein Studienaufenthalt an der University of Cambridge und die Promotion bei dem Historiker Herbert Butterfield. Im Jahr 1959 gründete und leitete er das Department of Political Science an der University of Canterbury. 1966 wanderte Pocock in die USA aus. Von 1975 bis 1994 lehrte er als Professor an der Johns Hopkins University in Baltimore. 1975 wurde er in die American Academy of Arts and Sciences und 1994 in die American Philosophical Society gewählt. Ab 1990 war er korrespondierendes Mitglied der British Academy.
Pocock starb am 12. Dezember 2023 im Alter von 99 Jahren in einer Einrichtung für betreutes Wohnen in Baltimore an Herzversagen.

## Lehre
Pocock gilt als Pionier der politischen Ideengeschichte. Er war Mitbegründer des Kontextualismus. Dabei handelt es sich um eine Strömung der Ideengeschichte, die historische Quellen vor allem im zeitlichen und geistigen Zusammenhang ihrer Zeit interpretiert. Zusammen mit Quentin Skinner schuf er die Grundlagen der Cambridge School. Zu seiner methodischen Herangehensweise gehörte die Analyse der politischen Sprache ihrer Zeit. Darauf aufbauend lassen sich Diskursgruppen und Strömungen erkennen. Er erforschte maßgeblich die Protagonisten der politischen Theorie der frühen Neuzeit, wie etwa James Harrington, Thomas Hobbes und John Locke.

## Veröffentlichungen
- The Ancient Constitution and the Feudal Law. Überarbeitete Fassung der Dissertation. 1957.
- The Machiavellian Moment: Florentine Political Thought and the Atlantic Republican Tradition. Princeton: 1975, rept. 2003, 2016.
- Die andere Bürgergesellschaft. Zur Dialektik von Tugend und Korruption. Aus dem Englischen von Klaus Blocher. Campus, Frankfurt am Main 1993, ISBN 3-593-34836-5.
- Barbarism and Religion. 5 Bände.
  - Band 1: The Enlightenments of Edward Gibbon, 1737–1794. Cambridge University Press, Cambridge 1999.
  - Band 2: Narratives of Civil Government. Cambridge University Press, Cambridge 1999.
  - Band 3: The First Decline and Fall. Cambridge University Press, Cambridge 2003.
  - Band 4: Barbarians, Savages and Empires. Cambridge University Press, Cambridge 2005.
  - Band 5: Religion: the First Triumph. Cambridge University Press, Cambridge 2011.